# Betsy Russell

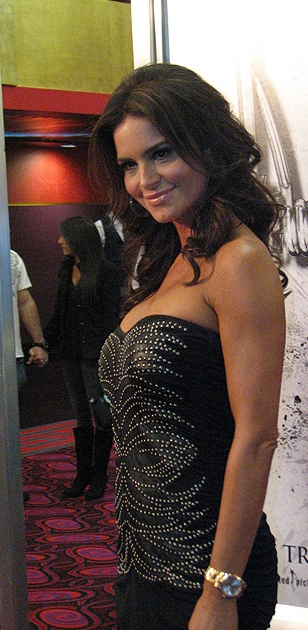
Betsy Russell (2010)

Betsy Russell (* 6. September 1963 in San Diego, Kalifornien) ist eine US-amerikanische Schauspielerin. Bekannt wurde sie durch Rollen in diversen B-Movies in den 1980er-Jahren und als Jill Tuck in der US-Horror-Thriller-Reihe Saw.

## Biografie
Betsy Russell wurde in San Diego geboren. Ihre ersten Erfahrungen in der Schauspielerei erlangte sie in Theater- und Schauspielgruppen an ihrer High School. Nach ihrem Abschluss an der Mission Bay Senior High School im Jahr 1981 zog sie nach Los Angeles. Dort arbeitete sie als Kellnerin und nahm Schauspielunterricht.
Ihre ersten größeren Rollen hatte Betsy Russell im Jahr 1982 im Film Let’s Do It! und in den Serien Familienbande und T.J. Hooker. Ihren Durchbruch erlangte sie in der Komödie Private School – Die Superanmacher. Im Anschluss bekam sie mehrere Rollen in meist kommerziell weniger erfolgreichen B-Movie-Filmproduktionen. Auch in den Fernsehserien Das A-Team und Mord ist ihr Hobby trat sie in Gastrollen auf. Nachdem sie mehrere Jahre von der Schauspielerei pausiert hatte, feierte sie ihr Comeback in den Horrorfilmen Saw III, Saw IV, Saw V, Saw VI und Saw 3D – Vollendung in der Rolle der Jill Tuck.
Sie war von 1989 bis 2005 mit Vincent Van Patten verheiratet. Sie hat zwei Kinder.

## Filmografie
- 1983: Private School – Die Superanmacher (Private School)
- 1984: Das A-Team (1 Episode)
- 1985: Angel kehrt zurück (Avenging Angel)
- 1985: Tomboy – Junge, was für ein Mädchen (Tomboy)
- 1985: Out of Control
- 1988: Bloody Pom Poms; auch: Blutiges Ferienkamp (Cheerleader Camp)
- 1989: Dirty War (Trapper County War)
- 1991: Camp Fear
- 1992: Delta Heat – Erbarmungslose Jagd (Delta Heat)
- 1993: Amore!
- 1995: The Break
- 2000: The Flunky
- 2006: Saw III
- 2007: Saw IV
- 2008: Saw V
- 2009: Saw VI
- 2010: Chain Letter
- 2010: Alraune – Die Wurzel des Grauens (Mandrake, Fernsehfilm)
- 2010: Saw 3D – Vollendung (Saw 3D)
- 2013: Non-Stop (Fernsehfilm)
- 2014: My Trip Back to the Dark Side
- 2014: Knock ’em Dad
- 2017: Born and Missing
- 2022: Bully High